# Nebettawy
Nebettawy là một Công chúa và Vương hậu của Ai Cập cổ đại. Bà là một trong ba người con gái (hai người kia là Bintanath và Meritamen) được sắc phong làm vợ bởi chính cha mình, Pharaoh Ramesses II trứ danh trong lịch sử.

## Thân thế
Nebettawy là con gái thứ năm của Ramesses II; là em của Bintanath và Meritamen. Mẹ của bà được suy đoán là người vợ cả đầu tiên của Ramesses II, tức Nefertari. Bà xuất hiện trên lối vào ngôi đền Abu Simbel, đứng thứ 5 sau các công chúa Bintanath, Baketmut, Nefertari, Meritamen và đứng trước công chúa Isetnofret.
Bà được sắc phong ngôi vị chánh cung vào năm thứ 33 - 34 của Ramesses II, cùng thời điểm với Kế hậu Maathorneferure, một người vợ khác của ông. Cũng như những bà vợ kia, Nebettawy được hưởng toàn bộ những danh hiệu mà một Vương hậu sẽ được Pharaon ban cho. Bà cùng với người chị Bintanath nắm nhiều vai trò quan trọng trong các nghi lễ tôn giáo.
Ngoài hình ảnh được chạm khắc cùng các chị em, công chúa Nebettawy xuất hiện với trang phục của một Vương hậu đứng phía dưới bên phải bức tượng khổng lồ của Ramesses cũng tại đền Abu Simbel. Bintanath đứng bên trái và đằng trước là công chúa Isetnofret. Bà gần như không xuất hiện ở những nơi khác.

## An táng
Nebettawy là chủ nhân của ngôi mộ QV60 tại Thung lũng các Hoàng hậu nhưng lại không tìm thấy xác ướp của bà. Ngôi mộ đã bị đột nhập từ thời xưa và sau đó được tái sử dụng để làm một nhà thờ Cơ đốc.
Theo những bức vẽ trên tường, Nebettawy đội một vương miện khá là hiếm thấy: một vương miện hình chim kền kền (dành cho công chúa) với đĩa mặt trời và 2 chùm lông vũ phía trên dành cho Vương hậu. Đây có lẽ là bằng chứng cho thấy bà là một Công chúa và là Vương hậu xuất thân từ triều đình Ai Cập. Hình ảnh vương miện này chỉ được tìm thấy thêm ở Iset Ta-Hemdjert (vợ vua Ramesses III và là mẹ vua Ramesses VI) và Tyti (vợ khác của Ramesses III, mẹ của Pharaoh Ramesses IV).

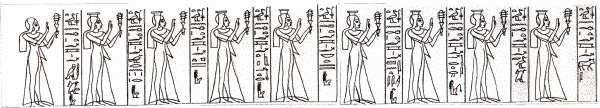
Những người con gái lớn của Ramesses II. Bintanath là người đứng đầu tiên bên phải, Nebettawy đứng thứ 5 (tính từ Bintanath đi về bên trái)

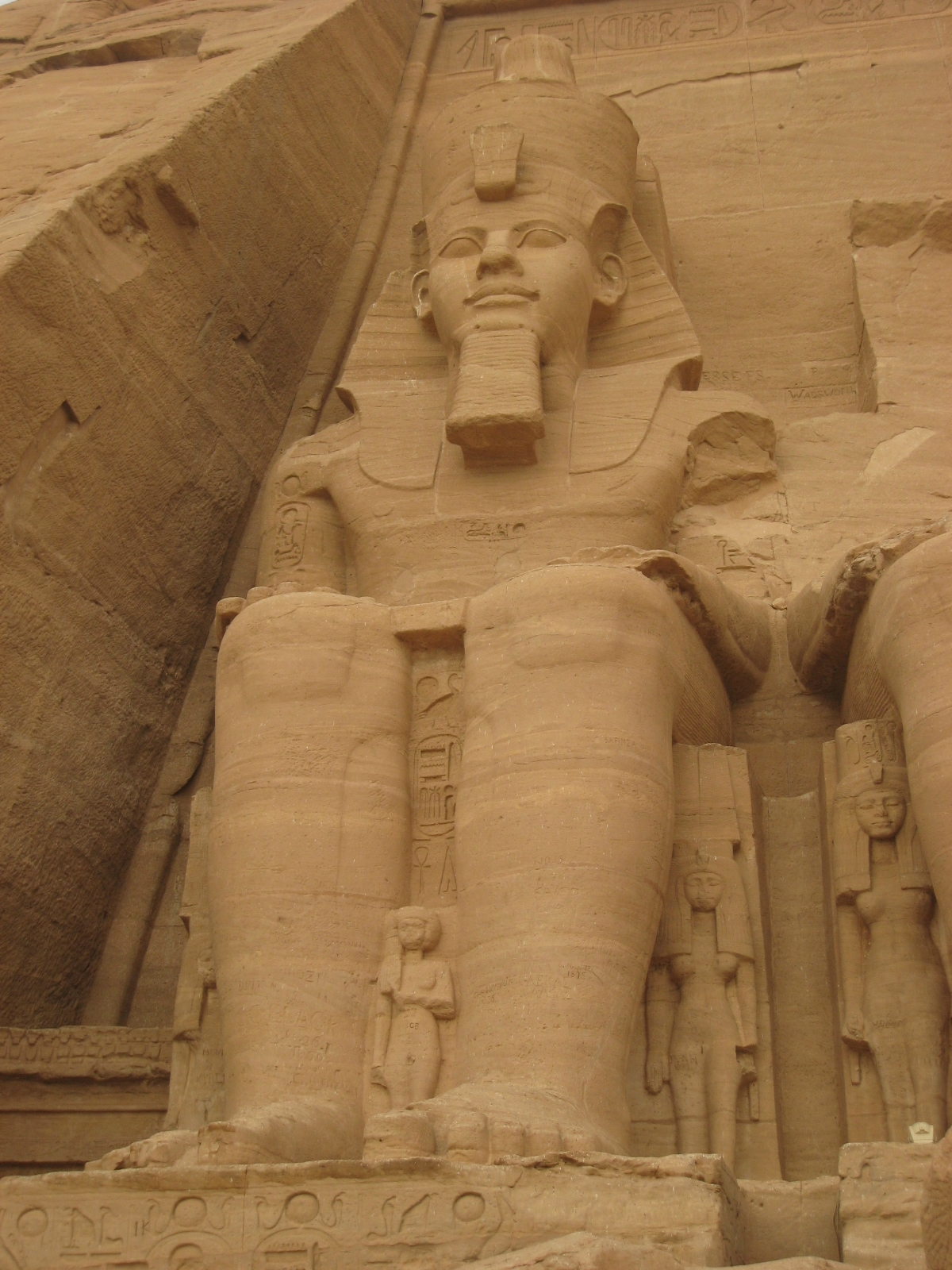
Tượng khổng lồ của Ramesses II tại đền Abu Simbel, phía dưới là các công chúa con ông